# Indigofera strigulosa
Indigofera strigulosa är en ärtväxtart som beskrevs av Baker f. Indigofera strigulosa ingår i släktet indigosläktet, och familjen ärtväxter. Inga underarter finns listade i Catalogue of Life.